# Kalifornisches Längstal

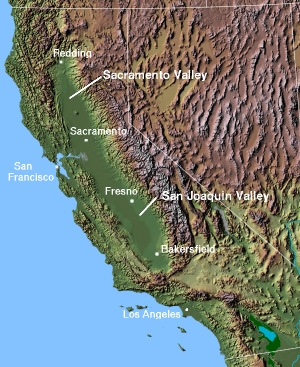
Karte des Kalifornischen Längstals

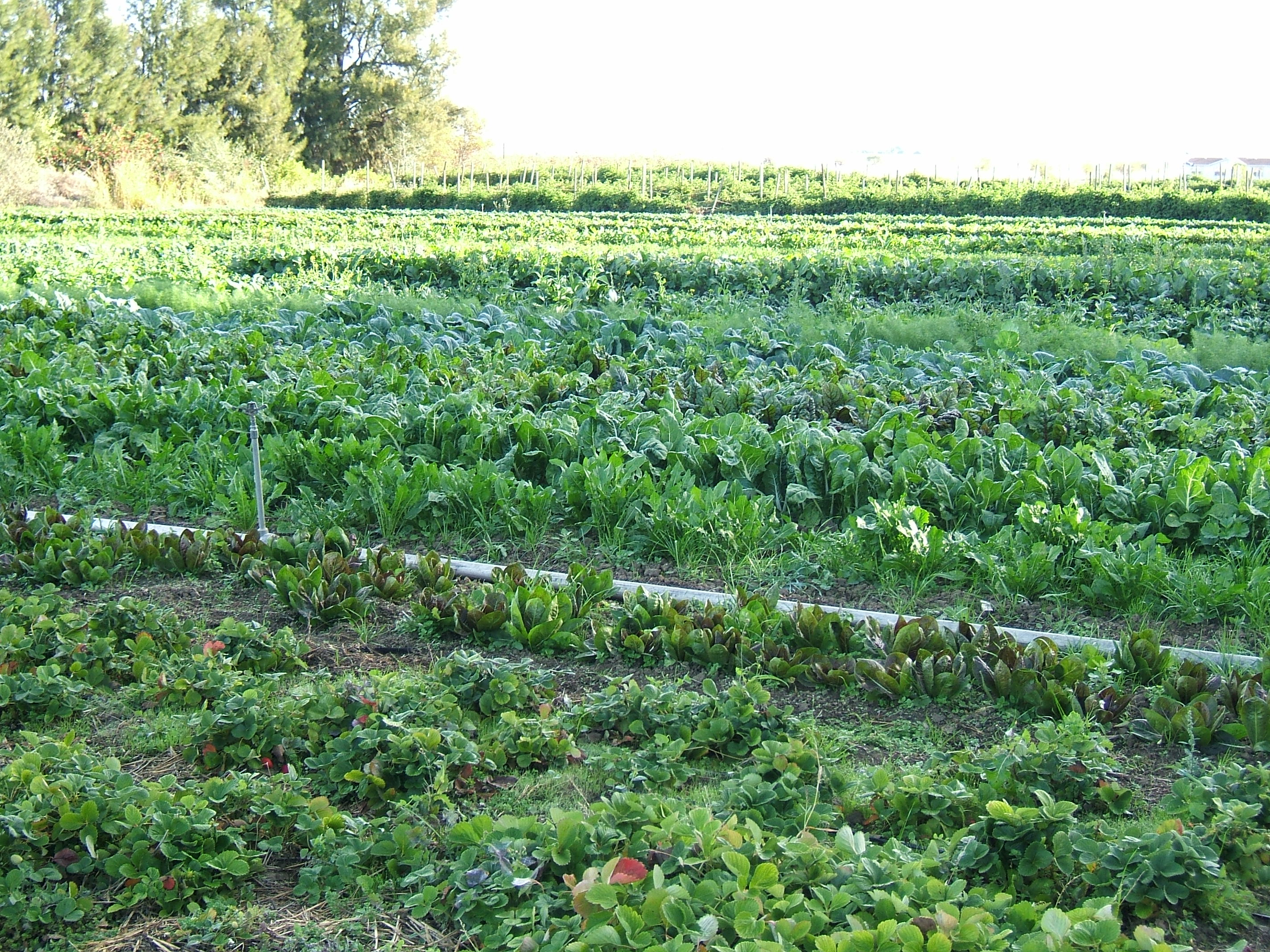
Gemüseanbau im kalifornischen Längstal

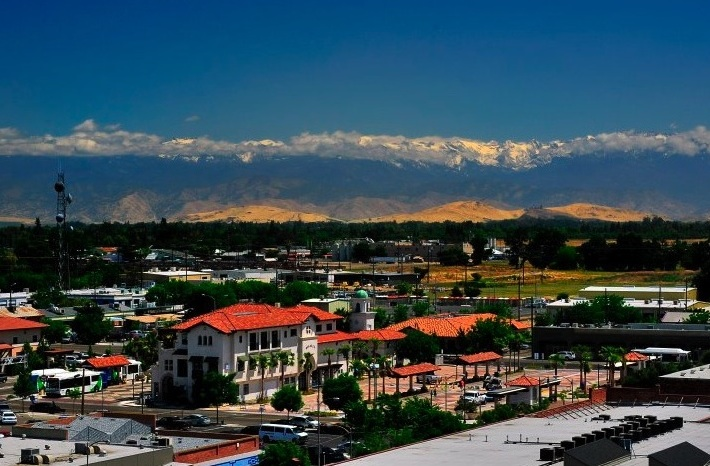
Blick über Visalia im Kalifornischen Längstal. Im Hintergrund die Sierra Nevada

Das Kalifornische Längstal (englisch California Central Valley) ist ein über 600 Kilometer langes und bis zu 80 Kilometer breites Tal in Zentral-Kalifornien.

## Topographie
Es wird auf allen Seiten von Gebirgsketten begrenzt: Das Kalifornische Küstengebirge im Westen, die Sierra Nevada im Osten, die Klamath Mountains im Norden und die Tehachapi Mountains im Süden. Das Tal wird von den Flüssen Sacramento River im Norden und San Joaquin River im Süden entwässert. Nach diesen Flüssen heißt der Nordteil des Tales auch Sacramento Valley, der Südteil San Joaquin Valley. Beide Flüsse vereinigen sich etwas nördlich der Mitte des Tales im Sacramento-San Joaquin River Delta und fließen nach Westen durch die einzige natürliche Öffnung des Tales, die Carquinez-Straße, in die Bucht von San Francisco ab.

## Klima
Das kalifornische Längstal liegt im Bereich des subtropischen Winterregenklimas; der gesamte Niederschlag fällt fast ausschließlich von Dezember bis April. Im Sommer herrscht dagegen arides Klima vor. Im Norden gibt es mehr Regen (mäßiger Niederschlag) als im niederschlagsarmen Süden. Das Pazifische Hoch, das sich im Sommer im Südwesten Kaliforniens westlich des Küstengebirges befindet, kann keinen Niederschlag in den südlichen Teil des Tals bringen, da der Zugang durch das Gebirge verwehrt wird.
Die Lage zwischen den beiden parallelen Bergketten quer zur Hauptwindrichtung führt zu häufigen Inversionswetterlagen. Seit dem Bevölkerungswachstum ab Mitte des 20. Jahrhunderts ergibt sich daraus häufig Smog. Auch die Feinstaubbelastung ist im Central Valley wegen dieser klimatischen Bedingungen hoch: Die Hälfte aller Städte der USA, die den WHO-Grenzwert überschreiten, liegen im kalifornischen Längstal.
Im Central Valley können Arkstorms, eine stärkere Variante des Atmosphärischen Flusses, auftreten.

## Vegetation und Landwirtschaft
Ursprünglich war nahezu das gesamte Tal mit Grasland bestanden, Reste davon sind nur noch im Carrizo Plain National Monument erhalten, da heute intensive Landwirtschaft betrieben wird. Die typische Vegetationsform des Längstals ist die von Kalifornischer Weiß-Eiche (Quercus lobata), Kalifornischer Stein-Eiche (Quercus agrifolia) geprägte kalifornische Eichensavanne, die von Endemiten wie der Gelbschnabelelster (Pica nuttalli) genutzt wird. Das Tal liegt westlich der agronomischen Trockengrenze, wodurch der Regenfeldbau nicht mehr möglich ist. Durch Grundwasserreserven im Süden ist eine künstliche Bewässerung möglich, die aber Gefahren wie Versalzung und Rückgang der Bodenfruchtbarkeit in sich birgt. Die Temperaturen im Längstal fallen auch im Winter selten unter 8 °C, was einen ganzjährigen Anbau ermöglicht.
Das Tal wird häufig als Fruchtgarten Amerikas bezeichnet. Von hier aus werden die ganzen USA beliefert, auch werden Waren in andere Länder exportiert. Die Anbauprodukte sind in den USA besonders beliebt, weil sie sehr selten sind. Das können Datteln, Mandeln, seltenes Obst und Gemüse oder Wein sein. In dem insgesamt mehr als 50.000 Quadratkilometer großen Gebiet werden etwa 250 verschiedene landwirtschaftliche Produkte angebaut, mit denen ein Umsatz von 17 Milliarden US-Dollar (2009) erzielt wird.
Zum Schutz der Feldfrüchte hat man sich besondere Methoden ausgedacht. Dazu zählen unter anderem Öfen, die im Winter aufgestellt werden und die kalte Luft aufwirbeln sollen, da häufig auftretende kalte Fallwinde sonst zum Erfrieren der Früchte führen könnten. Alternativ wird das Obst und Gemüse mit Wasser eingesprüht. Beim Gefrieren des Wassers wird die Kristallisationsenthalpie frei, so dass die Temperatur der Früchte eine ganze Weile auf dem Gefrierpunkt des Wassers gehalten werden kann – ihr Saft gefriert wegen der gelösten Stoffe erst bei tieferen Temperaturen.

## Wasserwirtschaft
Von zentraler Bedeutung zur Bewässerung sind im Central Valley wasserwirtschaftliche Großprojekte wie das California State Water Project und das ältere Central Valley Project. Da es Höhenunterschiede von bis zu 600 Metern gibt, muss das Wasser häufig bergauf gepumpt werden. Dazu haben die Landwirte knapp 200 elektrische Pumpen installiert, die jedoch sehr viel Energie verbrauchen, und deren Anschaffung und Wartung sehr teuer ist. Weiterhin gibt es auch Kanäle, bei denen jedoch eine große Verdunstungsgefahr besteht, da sie ungeschützt über das Gelände laufen und der Besonnung ausgesetzt sind. Abhilfe schaffen unterirdische Wassertunnel, die meist in den Bergen sind und von dort das Wasser mitnehmen. Eine andere Möglichkeit sind Staudämme. Sie fangen jedes Jahr das Wasser der Schneeschmelze auf und speichern es. Dieses Wasser wird wiederum zur Erzeugung von Strom genutzt, der dann die Pumpen antreiben kann.
Der Fruchtgarten Amerikas ist einer der größten Energie- und Grundwasserverbraucher der USA, was gerade im wasserarmen Süden des Bundesstaates Kalifornien ein Problem ist.

## Einzelnachweise

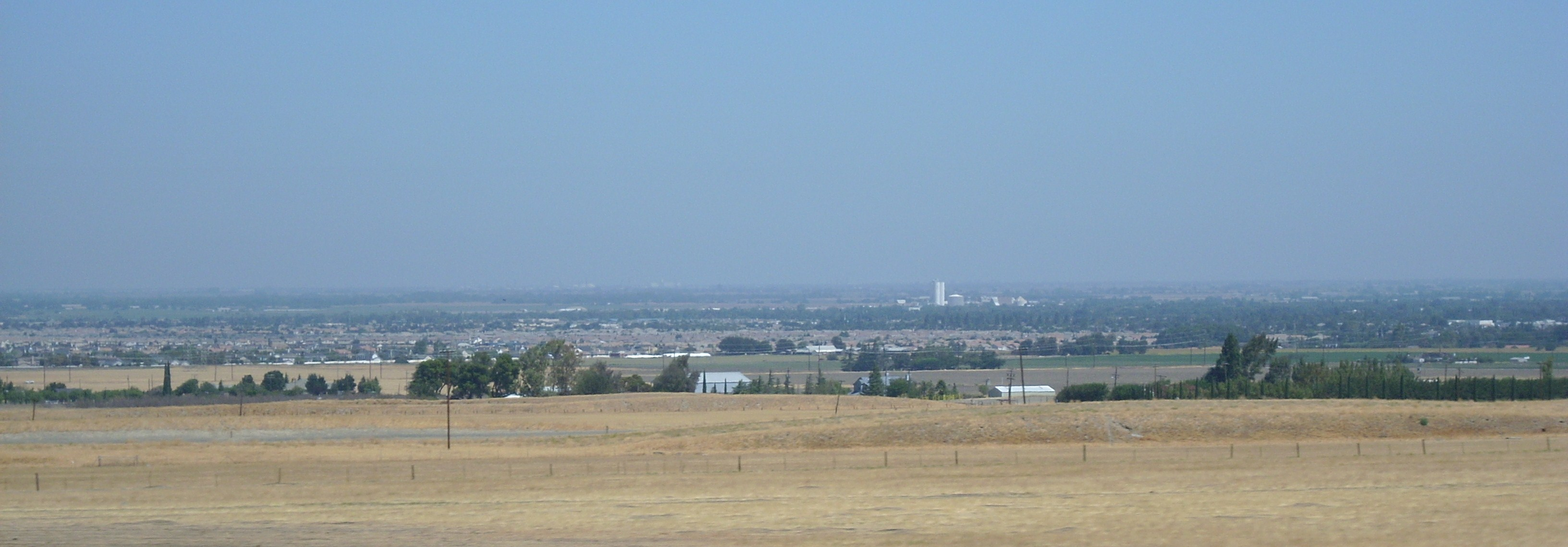
Das kalifornische Längstal im August